# Schindelmühle (Uckerland)
Schindelmühle ist ein Wohnplatz im Ortsteil Jagow der amtsfreien Gemeinde Uckerland im Landkreis Uckermark in Brandenburg.

## Geographie
Der Ort liegt zwei Kilometer nordöstlich von Jagow und zehn Kilometer südsüdöstlich von Strasburg (Uckermark). Die Nachbarorte sind Lübbenow im Norden, Neumannshof, Trebenow, Karlstein und Bandelow-Siedlung im Nordosten, Bandelow im Südosten, Lauenhof im Süden, Jagow und Taschenberg im Südwesten sowie Taschenberg Ausbau und Lindhorst im Nordwesten.